# Lunar Sea
Lunar Sea – kompilacyjny album brytyjskiej grupy Camel wydany w 2001 roku. Zawiera utwory z lat 1975 – 1985.

## Lista utworów

### CD 1
Płyta numer 1 zawiera:
1. "Never Let Go" (6:23)
2. "Slow Yourself Down" (4:46)
3. "Freefall" (5:53)
4. "Nimrodel/The Procession/The White Rider" (9:16)
5. "The Great Marsh" (2:00)
6. "Rhayder" (3:02)
7. "Rhayder Goes To Town" (5:22)
8. "Lady Fantasy" (wersja live z the London Symphony Orchestra) (15:25)
9. "A Song Within A Song" (7:14)
10. "Spirit Of The Water" (2:06)
11. "Air Born" (5:03)
12. "Lunar Sea" (wersja live) (9:03)

### CD 2
Płyta numer 2 zawiera:
1. "Tell Me" (4:09)
2. "Elke" (4:31)
3. "Echoes" (7:19)
4. "The Sleeper" (7:04)
5. "Ice" (10:14)
6. "Hymn To Her" (5:36)
7. "City Life" (5:05)
8. "Drafted" (4:18)
9. "Lies" (5:00)
10. "Sasquatch" (4:43)
11. "Cloak And Dagger Man" (3:52)
12. Stationary Traveller (5:33)
13. West Berlin (wersja live) (5:24)
14. Long Goodbyes (5:13)

## Muzycy
Autorami albumu są:
- Andrew Latimer – gitary, śpiew, flet
- Peter Bardens – instrumenty klawiszowe
- Doug Ferguson – gitara basowa
- Andy Ward – perkusja